# 머스크 맥키니 몰러

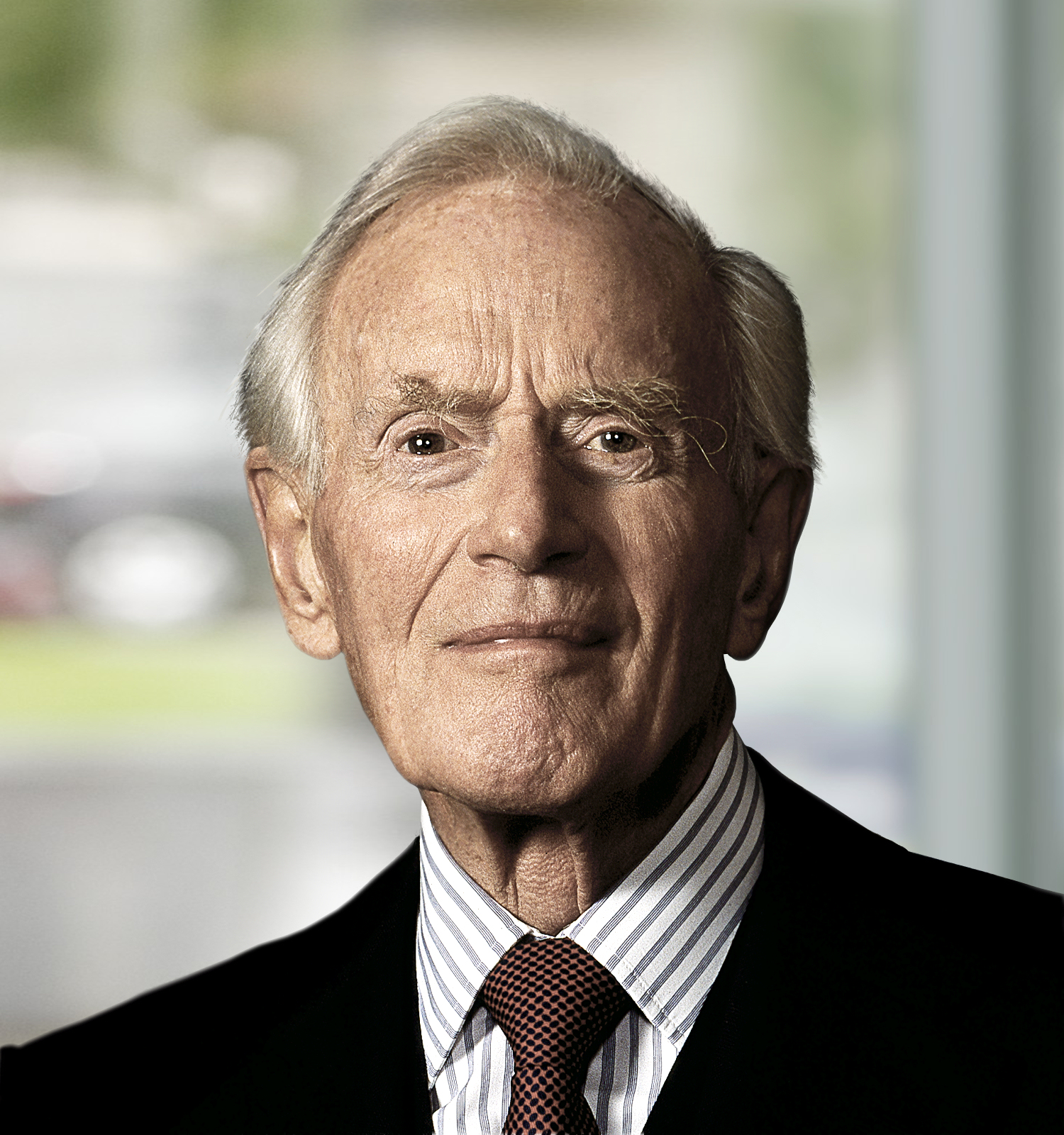

머스크 매키니 묄러(Mærsk Mc-Kinney Møller, 1913년 7월 13일 ~ 2012년 4월 16일)는 덴마크의 선박왕이다.
머스크사를 설립한 아놀드 피터 몰러의 아들이다. 1965년 부친이 사망하고 머스크사의 회장이 되었으며, 2012년 98세로 사망했다.
2011년 대우조선해양에 세계 최대 컨테이너선인 18000 TEU급을 대당 2천억원에 20척을 주문했다. 4조원 어치의 계약은 단일 선주사 사상 세계 최대규모의 계약이었다. 첫 번째 선박이 건조되어 2013년 명명식을 가졌는데, 작고한 그의 이름을 따서 머스크 맥키니 몰러 (선박)이라고 지었다.
2012년 노환으로 세상을 떠났다.

## 같이 보기
- 머스크 맥키니 몰러 (선박) - 2013년 세계 최대의 컨테이너선